# World RX de Canadá 2016
El World RX de Canadá es una prueba de Rallycross en Canadá válida para el Campeonato Mundial de Rallycross. Se celebró en el Circuito de Trois-Rivières en Trois-Rivières, Quebec, Canadá.
Timmy Hansen consiguió su primera victoria de la temporada a bordo de su Peugeot 208, seguido de Andreas Bakkerud y Johan Kristoffersson.

## Supercar

### Series

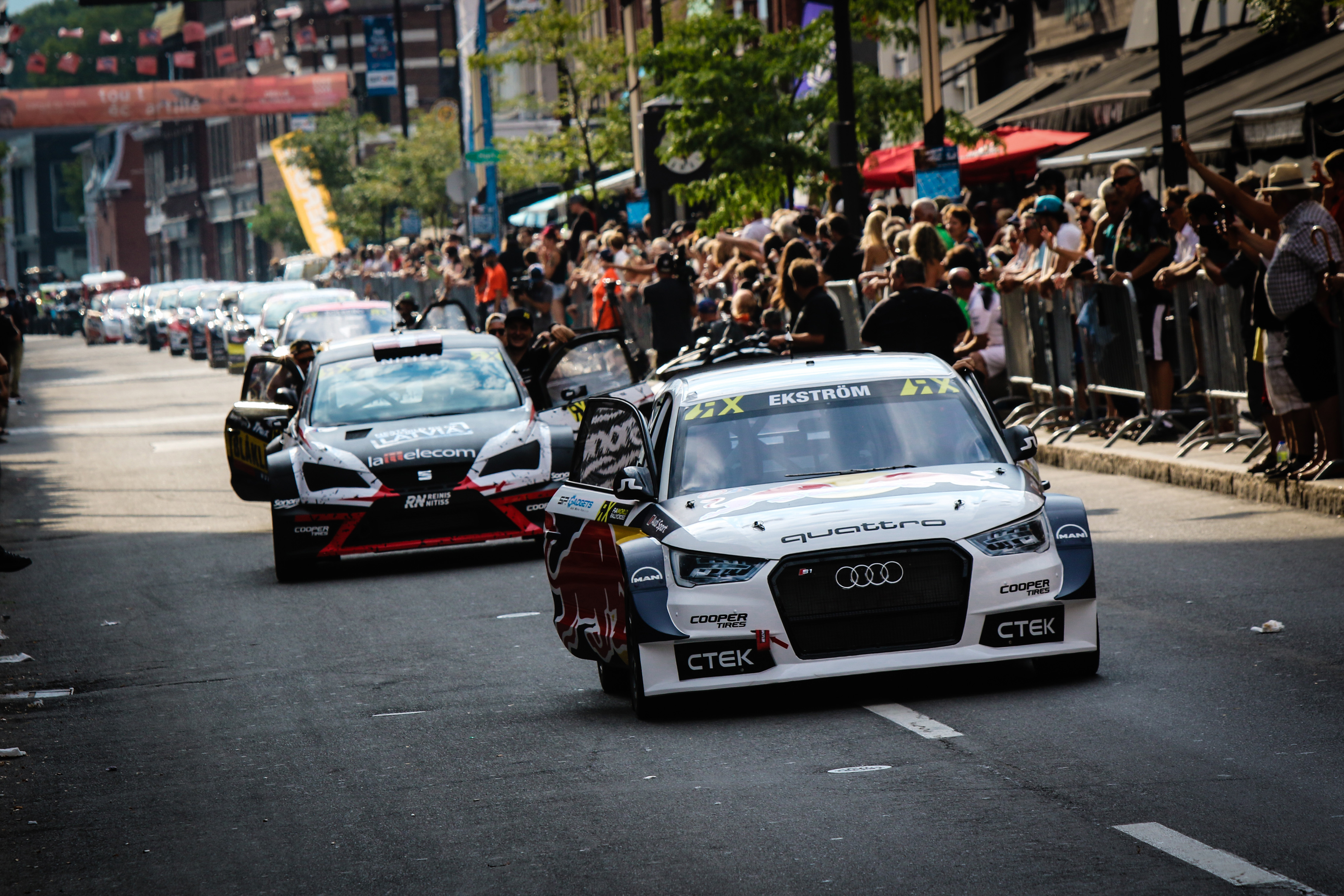
El desfile de pilotos antes del evento

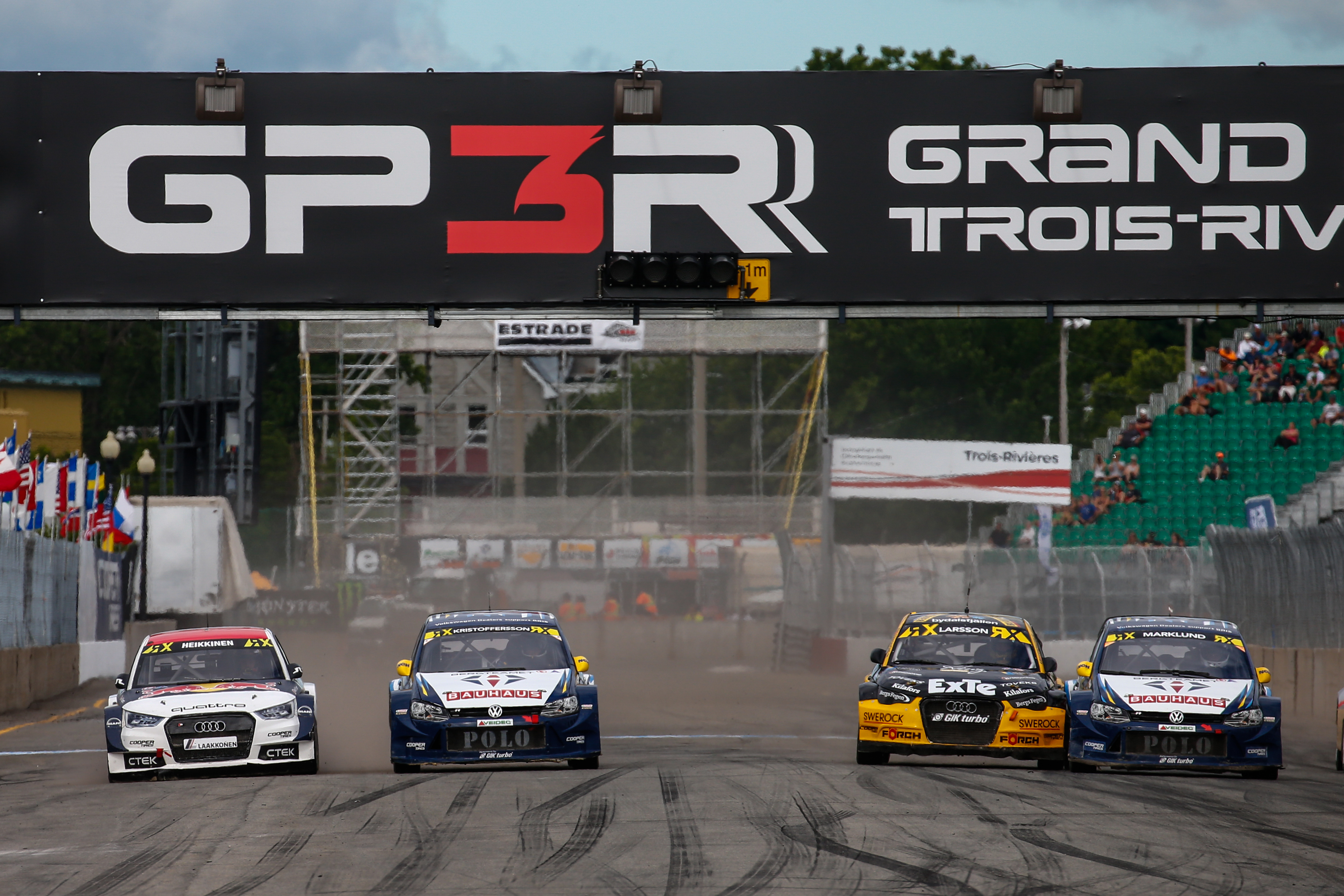
Toomas Heikkinen, Johan Kristoffersson, Robin Larsson y Anton Marklund

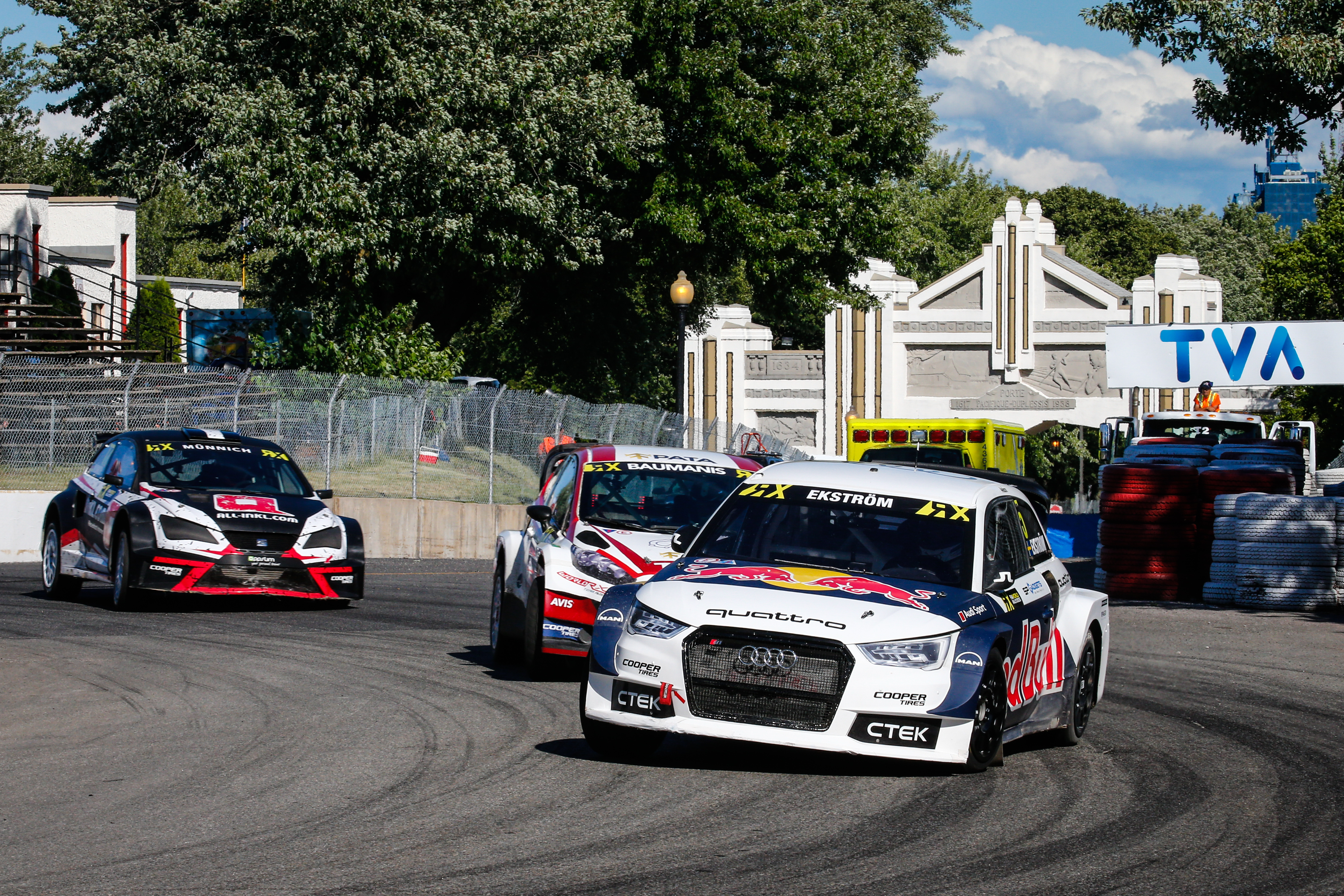
Mattias Ekström, Jānis Baumanis y René Münnich

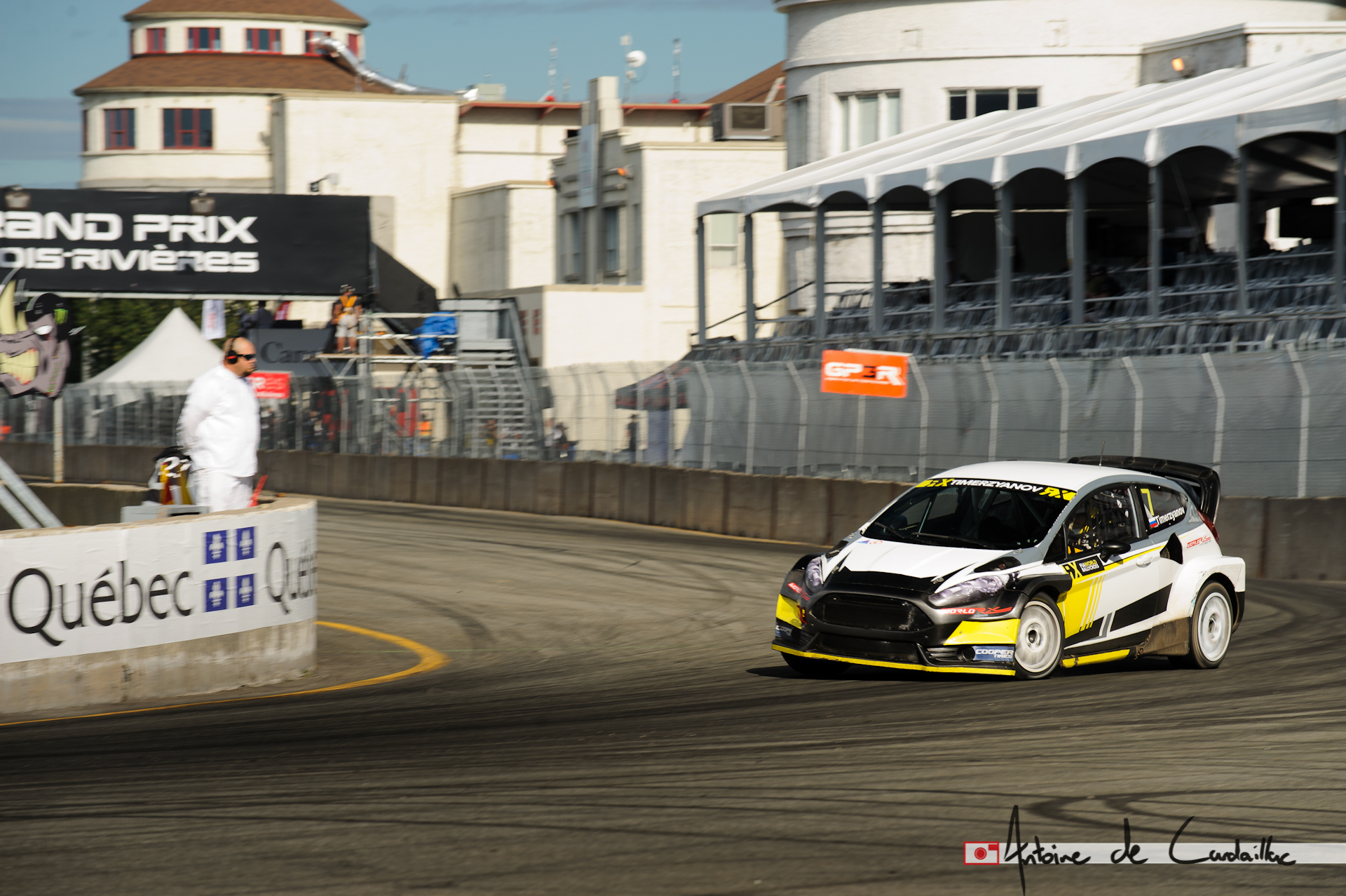
Timur Timerzyanov fue descalificado de su semifinal

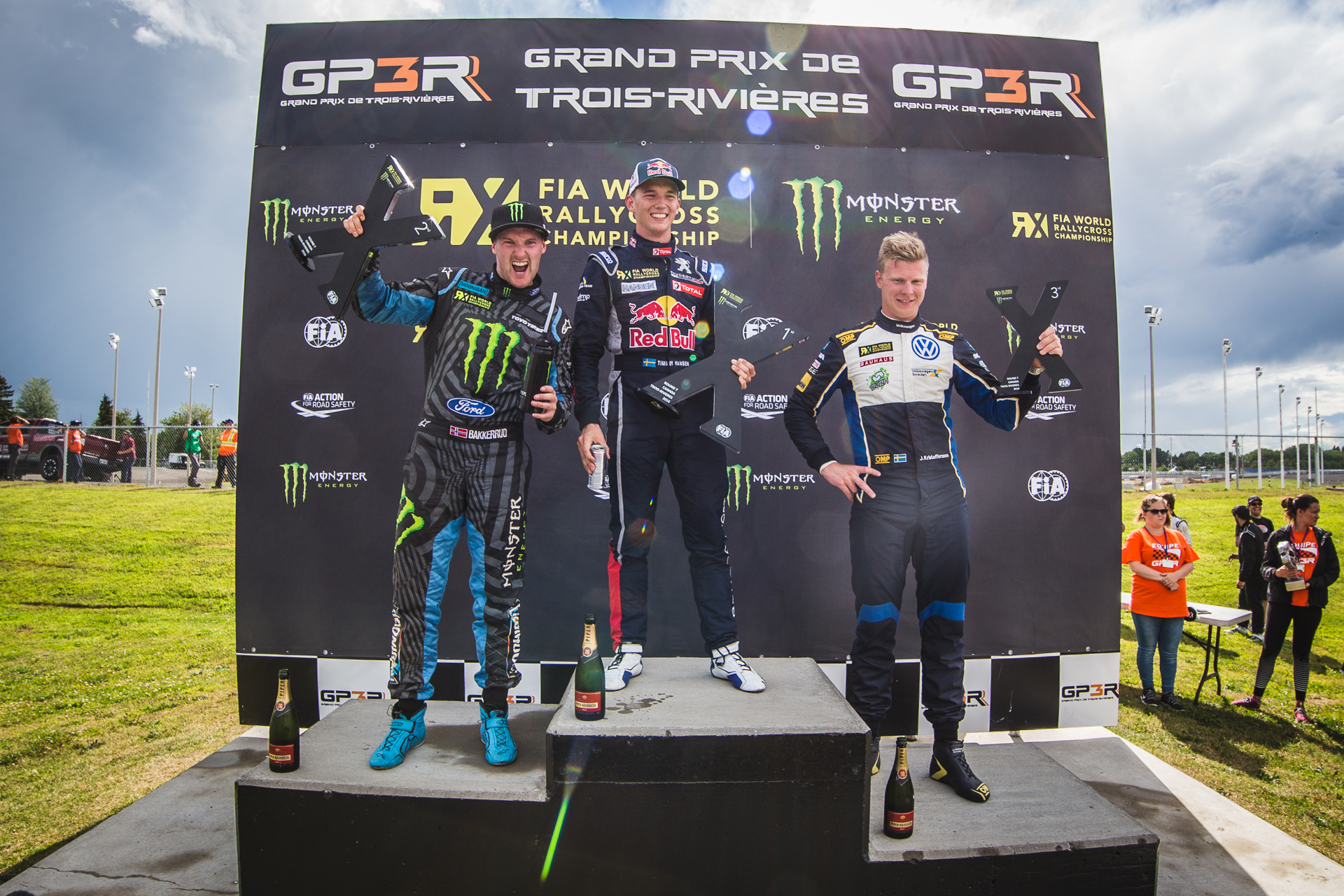
El podio

| Pos. | No. | Piloto               | Equipo                          | Auto            | Q1  | Q2  | Q3  | Q4  | Pts |
| ---- | --- | -------------------- | ------------------------------- | --------------- | --- | --- | --- | --- | --- |
| 1    | 1   | Petter Solberg       | Petter Solberg World RX Team    | Citroën DS3     | 1º  | 1º  | 8º  | 1º  | 16  |
| 2    | 7   | Timur Timerzyanov    | World RX Team Austria           | Ford Fiesta     | 2º  | 2º  | 7º  | 4º  | 15  |
| 3    | 3   | Johan Kristoffersson | Volkswagen RX Sweden            | Volkswagen Polo | 4º  | 7º  | 1º  | 6º  | 14  |
| 4    | 5   | Mattias Ekström      | EKS RX                          | Audi S1         | 12º | 4º  | 3º  | 3º  | 13  |
| 5    | 9   | Sébastien Loeb       | Team Peugeot-Hansen             | Peugeot 208     | 8º  | 3º  | 2º  | 12º | 12  |
| 6    | 13  | Andreas Bakkerud     | Hoonigan Racing Division        | Ford Focus RS   | 3º  | 5º  | 5º  | 10º | 11  |
| 7    | 43  | Ken Block            | Hoonigan Racing Division        | Ford Focus RS   | 5º  | 13º | 11º | 2º  | 10  |
| 8    | 57  | Toomas Heikkinen     | EKS RX                          | Audi S1         | 6º  | 6º  | 4º  | 15º | 9   |
| 9    | 92  | Anton Marklund       | Volkswagen RX Sweden            | Volkswagen Polo | 9º  | 9º  | 9º  | 8º  | 8   |
| 10   | 21  | Timmy Hansen         | Team Peugeot-Hansen             | Peugeot 208     | 10º | 16º | 6º  | 5º  | 7   |
| 11   | 68  | Niclas Grönholm      | Olsbergs MSE                    | Ford Fiesta ST  | 14º | 10º | 12º | 7º  | 6   |
| 12   | 96  | Kevin Eriksson       | Olsbergs MSE                    | Ford Fiesta ST  | 7º  | 11º | 15º | 13º | 5   |
| 13   | 15  | Reinis Nitišs        | All-Inkl.com Münnich Motorsport | SEAT Ibiza      | 15º | 14º | 13º | 11º | 4   |
| 14   | 55  | René Münnich         | All-Inkl.com Münnich Motorsport | SEAT Ibiza      | 13º | 15º | 14º | 14º | 3   |
| 15   | 6   | Jānis Baumanis       | World RX Team Austria           | Ford Fiesta     | 11º | 12º | 16º | 9º  | 2   |
| 16   | 4   | Robin Larsson        | Larsson Jernberg Motorsport     | Audi A1         | 16º | 8º  | 10º | 16º | 1   |

### Semifinales
Semifinal 1
| Pos. | No. | Piloto               | Equipo                       | Tiempo   | Pts |
| ---- | --- | -------------------- | ---------------------------- | -------- | --- |
| 1    | 1   | Petter Solberg       | Petter Solberg World RX Team | 4:57.692 | 6   |
| 2    | 3   | Johan Kristoffersson | Volkswagen RX Sweden         | +4.701   | 5   |
| 3    | 92  | Anton Marklund       | Volkswagen RX Sweden         | +7.097   | 4   |
| 4    | 9   | Sébastien Loeb       | Team Peugeot-Hansen          | +10.175  | 3   |
| 5    | 43  | Ken Block            | Hoonigan Racing Division     | DNF      | 2   |
| 6    | 68  | Niclas Grönholm      | Olsbergs MSE                 | DNF      | 1   |

Semifinal 2
| Pos. | No. | Piloto            | Equipo                   | Tiempo   | Pts |
| ---- | --- | ----------------- | ------------------------ | -------- | --- |
| 1    | 13  | Andreas Bakkerud  | Hoonigan Racing Division | 5:00.970 | 6   |
| 2    | 57  | Toomas Heikkinen  | EKS RX                   | +1.418   | 5   |
| 3    | 21  | Timmy Hansen      | Team Peugeot-Hansen      | +2.981   | 4   |
| 4    | 96  | Kevin Eriksson    | Olsbergs MSE             | +8.088   | 3   |
| 5    | 5   | Mattias Ekström   | EKS RX                   | DNF      | 2   |
|      | 7   | Timur Timerzyanov | World RX Team Austria    | EX       | 0   |

### Final
| Pos. | No. | Piloto               | Equipo                       | Tiempo   | Pts |
| ---- | --- | -------------------- | ---------------------------- | -------- | --- |
| 1    | 21  | Timmy Hansen         | Team Peugeot-Hansen          | 5:17.826 | 8   |
| 2    | 13  | Andreas Bakkerud     | Hoonigan Racing Division     | +1.077   | 5   |
| 3    | 3   | Johan Kristoffersson | Volkswagen RX Sweden         | +1.557   | 4   |
| 4    | 57  | Toomas Heikkinen     | EKS RX                       | +4.061   | 3   |
| 5    | 1   | Petter Solberg       | Petter Solberg World RX Team | +4.608   | 2   |
| 6    | 92  | Anton Marklund       | Volkswagen RX Sweden         | +5.810   | 1   |

## Campeonato tras la prueba
Estadísticas Supercar
| Pos | Piloto               | Pts | Dif |
| --- | -------------------- | --- | --- |
| 1   | Petter Solberg       | 161 |     |
| 2   | Mattias Ekström      | 157 | +4  |
| 3   | Andreas Bakkerud     | 132 | +29 |
| 4   | Johan Kristoffersson | 129 | +32 |
| 5   | Sébastien Loeb       | 121 | +40 |

- Nota: Sólo se incluyen las cinco posiciones principales.

| Prueba previa: World RX de Suecia 2016 | Temporada 2016 del Campeonato Mundial de Rallycross | Siguiente prueba: World RX de Francia 2016 |
| Prueba previa: World RX de Canadá 2015 | World RX de Canadá                                  | Siguiente prueba: World RX de Canadá 2017  |

- Datos: Q26237651
- Multimedia: 2016 World RX of Canada / Q26237651